# Бабець лезівський
Бабець лезівський (Cottus petiti) — вид скорпеноподібних риб родини бабцевих (Cottidae). Ендемік Франції. Раритетний вид риб, занесений до Червоного списку МСОП та інших природоохоронних документів.

## Опис
Дрібна риба. Самці цього виду зазвичай не перевищують 56 мм завдовжки.

## Поширення
Ендемік Франції. Його ареал обмежений трикілометровим відрізком річки Лез від джерела до притоки Ліру неподалік міста Монпельє на півдні країни.

## Охорона
Раритетний вид риб, занесений до Червоного списку МСОП (охоронна категорія: вид перебуває в критичному стані). Стан природних популяцій виду в межах ареалу залишається загрозливим. Тому бабець лезівський занесений також до Директиви Європейського Союзу 92/43/ЄС «Про збереження природних оселищ та видів природної фауни і флори» (Додаток II. Види рослин і тварин, що становлять особливий інтерес для Європейського Союзу, збереження яких потребує створення територій особливої охорони).